# 扎韋雷希察
49°50′22″N 23°41′34″E / 49.83944°N 23.69278°E
扎韋雷希察（烏克蘭語：Заверешиця），是烏克蘭的村落，由利沃夫州利維夫區負責管轄，始建於1952年，面積9.95平方公里，海拔高度296米，2001年人口1,388，人口密度每平方公里139.5人。